# Weingarten (Freiburg im Breisgau)

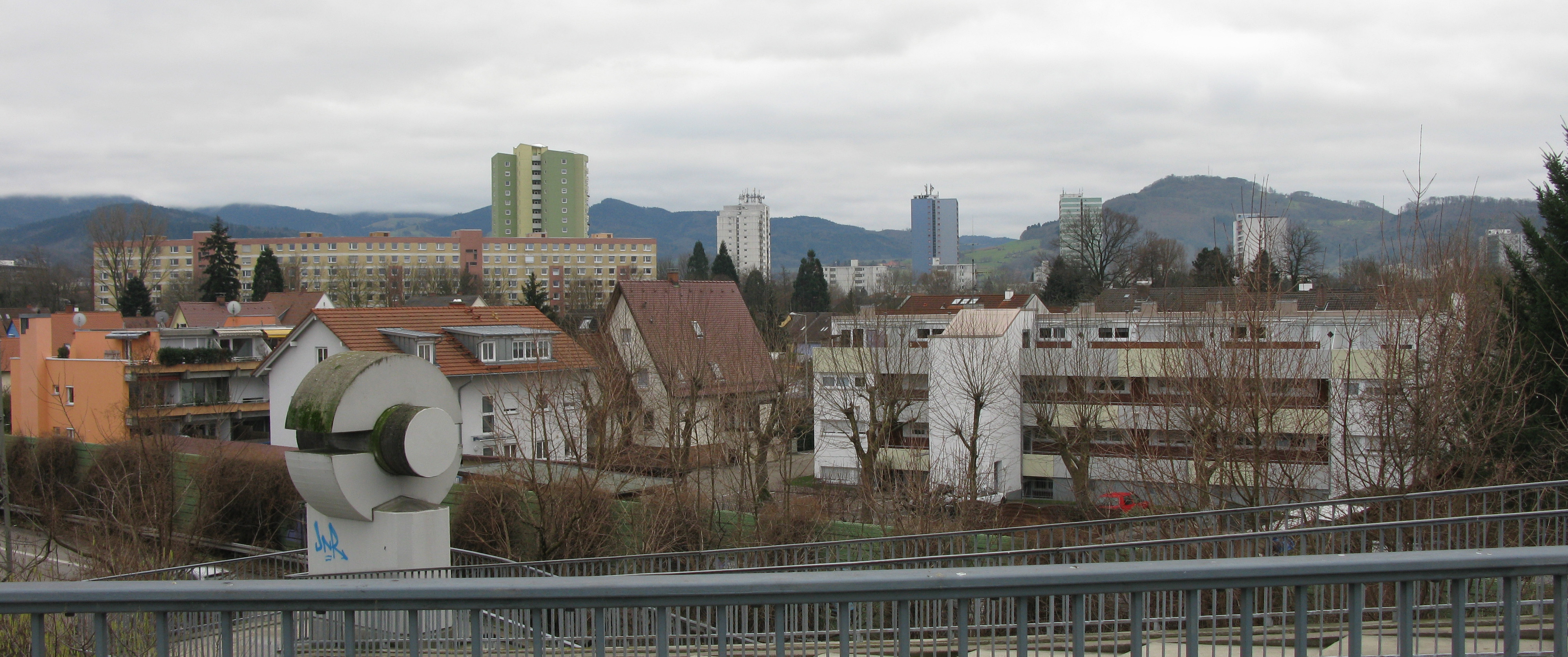
Freiburg-Weingarten

Weingarten ist ein Stadtteil von Freiburg im Breisgau. Im Norden wird er durch die Dreisam vom Stadtteil Betzenhausen getrennt, im Osten liegt jenseits der Güterbahnlinie Haslach und im Süden, durch die Opfinger Straße getrennt, der Stadtbezirk Haslach-Haid. Im Westen schließlich grenzt der neue Stadtteil Rieselfeld an Weingarten.
Weingarten wurde 1964–66 von der Freiburger Stadtbau errichtet. Der Stadtteil hat etwa 11.110 Einwohner.
Er ist geprägt durch seine vielen Hochhäuser und den im Vergleich zum restlichen Freiburger Raum hohen Ausländeranteil. So haben 48,2 % der Einwohner und 72,8 % der Einwohner unter 18 Jahre einen Migrationshintergrund (Stand: Oktober 2013).

## Öffentliche Einrichtungen

### Kirchen
Die katholische St. Andreas-Kirche wurde 1968/69 erbaut. Die Kirchengemeinde wurde 1975 gegründet. Nach einem Brand wurde der Innenraum 1992/94 renoviert und neu gestaltet. Die evangelischen Christen gehören zur Dietrich-Bonhoeffer-Gemeinde. Vom 25. Dezember 1975 bis 16. Juni 2019 gab es eine Neuapostolische Kirche. Das entwidmete Gebäude steht noch an der Krozinger Straße 13.

### Kindergärten
Im Stadtteil gibt es mehrere Betreuungseinrichtungen für Vorschulkinder:
- zwei in der Trägerschaft der Arbeiterwohlfahrt,
- drei in evangelischer Trägerschaft,
- eine in katholischer Trägerschaft und
- eine städtische Einrichtung.

Im Haus Weingarten befindet sich ein Schulkindergarten, der eng mit der Adolf-Reichwein-Schule, Schule für Erziehungshilfe kooperiert.

### Schulen
Die nach dem gleichnamigen Dichter benannte Adolf-Reichwein-Schule ist ein Schulverbund von Grundschule und Schule für Erziehungshilfe. Derzeit besuchen ca. 380 Kinder die Schule in 16 Klassen und zwei Grundschulförderklassen (GFK). Die Schülerinnen und Schüler der Schule für Erziehungshilfe werden inklusiv in den Grundschulklassen unterrichtet. Sie erhalten zusätzliche individuelle Bildungs- und Unterstützungsangebote.

### Hochschule
In Weingarten befindet sich die Evangelische Hochschule Freiburg.

### Seniorenzentrum
Das AWO-Seniorenzentrum Weingarten mit dem Martha-Fackler-Pflegeheim, einer Seniorenwohnanlage, einer Begegnungsstätte und Ambulanten Diensten befindet sich in der Sulzburger Straße.

## Verkehr
Seit März 1994 ist der Stadtteil an das Streckennetz der Straßenbahn angebunden. Durch Weingarten führen die beiden Linien 3 (Zähringen – Haid) und 5 (Rieselfeld – Europaplatz). Für die Zukunft ist mit der Umwandlung der Güterumgehungsbahn zur S-Bahn die Errichtung eines Haltepunktes unterhalb der Opfinger Brücke mit Übergang zur Straßenbahnlinie 5 angedacht.
Für den Radverkehr ist Weingarten über den Güterbahnradweg FR 2 mit den westlichen Freiburger Stadtteilen Haslach und St. Georgen sowie Mooswald und Brühl verbunden. Durch den FR 5 über die Berliner Brücke und weiter über die Engelbergerstraße besteht eine Verbindung nach Betzenhausen, zum Stühlinger und zur Innenstadt. In Weingarten befinden sich zwei Stationen des Fahrradverleihsystems Frelo. Überlegungen die Opfinger Brücke über die Güterbahn für den Kfz-Verkehr zu sperren und so Weingarten und Haslach vom erheblichen Durchgangsverkehr zu befreien, konnten sich politisch nicht durchsetzen.
Über die Besançonallee ist der Stadtteil an den Autobahnzubringer Freiburg-Mitte und damit an die Bundesautobahn 5 angebunden.

## Sonstiges
- An der Krozinger Straße befindet sich ein Einkaufszentrum mit Parkhaus, das ab 2021 mit Wohngeschossen in Holzbauweise aufgestockt werden soll.[10]
- Im Stadtteil gibt es eine große Erwachsenen-Begegnungsstätte (EBW).
- Der Dietenbachpark mit dem 3 ha großen See (230 m über NN), Sportanlagen und einem Abenteuerspielplatz ist ein Naherholungsgebiet für den Stadtteil.
- Der Audioguide Weingarten lässt Bewohner des Stadtteils zu Wort kommen.[11]
- Am Else-Liefmann-Platz entstand ab 2017 Deutschlands höchstes reines Holzhaus. Bis auf Erd- und Untergeschoss bestehen die sieben Obergeschosse einschließlich Treppenhaus und Aufzugschacht komplett aus Holz. Im Dezember 2021 waren im EG ein Supermarkt, im ersten OG eine Kindertagesstätte und darüber die meisten der 30 Mietwohnungen bezogen.[12][13][14]